# Оглядини
Огля́дини (розгляди, розглядини) — український народний звичай, знайомство з господарством молодого, яке здійснювалося невдовзі після успішного сватання. Батьки молодого намагалися якнайкраще представити господарство молодого, щоб оглядини закінчилися шлюбною угодою. Інколи навіть вдавалися до хитрощів — позичали у сусіда коня, волів, сільськогосподарський реманент.